# Tomoko Fuse
Tomoko Fuse (jap. 布施知子 Fuse Tomoko; ur. 1951) – japońska origamistka i autorka wielu książek na temat origami modułowego. 

## Prace
W języku angielskim:
Unit Origami: Multidimensional Transformation Japan Publications April 1990, ISBN 978-0-87040-852-6
Floral Origami Globes (New Kusudama) Japan Publications Trading May 18, 2007, ISBN 978-4-88996-213-0
Fabuluous Origami Boxes Japan Publications, July 1998 ISBN 978-0-87040-978-3
Origami Rings & Wreaths: A Kaleidoscope of 28 Decorative Origami Creations Japan Publications Trading, Nov 2007 ISBN 978-4-88996-223-9
Kusudama Origami Japan Publications, Sep 2002, ISBN 978-4-88996-087-7
Quick and Easy Origami Boxes Japan Publications 1994, ISBN O-87040-939-5
W języku japońskim:
Easy Origami to Enliven Your Life (Kurashi o Irodoru Raku Raku no Origami) Ishizue Publishers (July 1996), ISBN 978-4-900747-10-4